# بطولة العالم لسباق الدراجات على الطريق 1980
بطولة العالم لسباق الدراجات على الطريق 1980 هي الدورة ال53 من بطولة العالم لسباق الدراجات على الطريق، أجريت في سللنجس، فرنسا.

## برنامج المسابقات
رجال
- سباق الطريق ضد الساعة.
- سباق الطريق ضد الساعة للفرق.

سيدات
- سباق الطريق المداري.

شبان
- سباق الطريق المداري للشبان.

## النتائج النهائية
| المسابقة              | ذهبية                        | فضية                             | برونزية                      |
| --------------------- | ---------------------------- | -------------------------------- | ---------------------------- |
| الرجال                |                              |                                  |                              |
| سباق الطريق ضد الساعة | بيرنار إينو (فرنسا)          | جيانباتيستا بارونتشيلي (إيطاليا) | Juan Fernández (إسبانيا)     |
| الفريق البطل          |                              |                                  |                              |
| السيدات               |                              |                                  |                              |
| سباق الطريق المداري   | بيت هايدن (الولايات المتحدة) | Tullikke Jahre (السويد)          | ماندي جونز (المملكة المتحدة) |
| شبان                  |                              |                                  |                              |
| سباق الطريق المداري   | روبرتو شيامبي (إيطاليا)      | Eric Vanderaerden (بلجيكا)       | Sergei Navolokin (URS)       |